# Annex
Ett annex (av latin annexus med betydelsen bihang) är en sorts sidobyggnad, det vill säga en byggnad som tillhör en större anläggning men som är separerad från huvudbyggnaden. Exempelvis kan hotell, herrgårdar och skolor ha ett eller flera annex. Ordet annex används i denna betydelse i svenskan sedan 1872 och har sitt ursprung i latinets annexus, "bihang".